# Acido pulvinico
L'acido pulvinico è una sostanza organica naturale presente in diverse specie di licheni. Presenta una tossicità molto più bassa rispetto al suo estere metilico, l'acido vulpinico.